# (7678) Onoda
(7678) Onoda est un astéroïde de la ceinture principale.

## Description
(7678) Onoda est un astéroïde de la ceinture principale. Il fut découvert le 15 février 1996 à Kuma Kogen par Akimasa Nakamura. Il présente une orbite caractérisée par un demi-grand axe de 3,17 UA, une excentricité de 0,09 et une inclinaison de 8,9° par rapport à l'écliptique.

## Compléments